# Nicholasville
|  | Dieser Artikel wurde aufgrund von inhaltlichen Mängeln auf der Qualitätssicherungsseite des Projektes USA eingetragen. Hilf mit, die Qualität dieses Artikels auf ein akzeptables Niveau zu bringen, und beteilige dich an der Diskussion! Eine nähere Beschreibung der zu behebenden Mängel fehlt. |

Nicholasville ist die vierzehntgrößte Stadt des US-Bundesstaates Kentucky und County Seat des Jessamine County.
Die Stadt wurde nach dem Generalstaatsanwalt George Nicholas benannt. Das U.S. Census Bureau hat bei der Volkszählung 2020 eine Einwohnerzahl von 31.093 ermittelt. Die Stadt erstreckt sich über eine Fläche von 22 km2.
Nicholasville hat 93,05 % Einwohner weißer Hautfarbe, den 2. Rang nehmen Afroamerikaner mit 4,38 % ein. Den Rest stellen Angehörige anderer ethnischer Volksgruppen. 40 % der Einwohner sind 24 Jahre alt bzw. jünger; das Durchschnittsalter beträgt 31 Jahre.
Das Jahresdurchschnittseinkommen eines der 7.370 Haushalte beträgt USD 37.462. 11,5 % aller Einwohner leben unter der Armutsgrenze.
Ein wichtiger Wirtschaftspartner von Nicholasville ist Lexington.

## Söhne und Töchter der Stadt
- Thomas Burton Hanly (1812–1880), Jurist und Politiker
- John C. Watts (1902–1971), Politiker
- Charles K. Duncan (1911–1994), Admiral